# Futebol no Liechtenstein
O futebol é um dos principais esportes praticados em Liechtenstein, um principado situado entre Suíça e Áustria.

## Futebol internacional
O primeiro jogo oficial da Seleção de Liechtenstein foi em 1982, contra a seleção B da vizinha Suíça, em Balzers. Os helvéticos venceram por 1 a 0. Em 1985, foi impedido de jogar Eliminatórias para Eurocopa e Copa do Mundo após não entrar em acordo com a UEFA e a FIFA sobre a participação de jovens jogadores na seleção, que só voltaria a participar de competições nas Eliminatórias para a Eurocopa de 1996, onde ficou na lanterna do Grupo G, com Portugal, Irlanda, Irlanda do Norte, Áustria e Letônia, com apenas um ponto. Daniel Hasler foi o autor do único gol de Liechtenstein nas Eliminatórias, na derrota por 4 a 1 contra a Irlanda do Norte.
Durante as Grupo 8 das eliminatórias europeias para a Copa de 1998, ficaram novamente na lanterna da chave, sem pontuar. O destaque negativo foi a goleada contra a República da Macedônia por 11 a 1, a maior já sofrida pela equipe - Franz Schädler foi o autor do gol de honra. Harry Zech e Marco Pérez fizeram os outros 2 gols da Seleção. A primeira vitória em partidas oficiais foi em 1998, quando venceu o Azerbaijão por 2 a 1, em Vaduz - gols de Mario Frick e Martin Telser, pelas eliminatórias da Eurocopa de 2000, obtendo ainda 2 empates.
No qualificatório para a Eurocopa de 2004, não venceu nenhum jogo, ao contrário das edições de 2008 a 2016, quando conquistou 3 vitórias em cada uma. Nas |Eliminatórias para a Copa de 2006, protagonizou, em outubro de 2004, um dos resultados mais surpreendentes da história do futebol europeu, ao empatar com Portugal em 2 a 2, depois de estar perdendo por 2 a 0. Franz Burgmeier e Thomas Beck reverteram uma provável goleada em um empate que rendeu manchete no diário esportivo A Bola, intitulada "A Piada da Europa", e também no site da FIFA, com o título "O Rato que Rugiu", em relação à diferença de nível entre as 2 seleções. 4 dias depois, conquistou sua maior vitória, um 4 a 0 sobre Luxemburgo.
O melhor jogador da história de Liechtenstein é o atacante (posteriormente, recuado para a zaga) Mario Frick, que jogou boa parte da carreira na Suíça e também no futebol italiano e o segundo atleta que mais jogou partidas pela Seleção: 125 entre 1993 e 2015, e o maior artilheiro da história do Principado, com 16 gols. Outros jogadores de destaque são o goleiro Peter Jehle, os zagueiros Martin Stocklasa, Daniel Hasler e Michael Stocklasa (irmão de Martin), o meio-campista Franz Burgmeier e o atacante Thomas Beck. O lateral-direito Rainer Hasler (falecido em 2014), embora nunca tivesse jogado por Liechtenstein, foi escolhido o melhor jogador do país na premiação dos 50 anos da UEFA, em 2003.

## Clubes de futebol
Como a Liechtensteiner Fußballverband (Federação de Futebol de Liechtenstein) não possui um campeonato nacional de clubes registrado na UEFA, a Copa de Liechtenstein é a única competição oficial do país, e o maior vencedor é o FC Vaduz, com 46 títulos. 7 clubes disputam a Copa, além de 9 times reservas. O vencedor disputa as fases preliminares da Liga Europa, onde nunca se classificaram para a fase de grupos.
Além da Copa, os clubes de Liechtenstein jogam ainda o Campeonato Suíço. O FC Vaduz é a única equipe a disputar a primeira divisão, em 2008-09 e 2016-17, sendo rebaixado em ambas. As outras equipes jogam nas divisões inferiores - o USV Eschen/Mauren disputa o quarto escalão do futebol suíço; o Balzers joga a quinta divisão; o FC Ruggell, a sexta divisão; o Triesenberg disputa a sétima divisão, enquanto FC Schaan e Triesen participam da oitava divisão.

### Estádios
| Clube             | Divisão                    | Estádio                 | Capacidade |
| ----------------- | -------------------------- | ----------------------- | ---------- |
| FC Balzers        | 5 - 2. Liga Interregional  | Sportplatz Rheinau      | 2,000      |
| USV Eschen/Mauren | 4 - Swiss 1. Liga          | Sportpark Eschen-Mauren | 2,000      |
| FC Ruggell        | 6 - Swiss 2. Liga          | Freizeitpark Widau      | 500        |
| FC Schaan         | 8 - Swiss 4. Liga          | Sportanlage Rheinwiese  | 1,500      |
| FC Triesen        | 8 - Swiss 4. Liga          | Sportanlage Blumenau    | 2,100      |
| FC Triesenberg    | 7 - Swiss 3. Liga          | Sportanlage Leitawies   | 800        |
| FC Vaduz          | 2 - Swiss Challenge League | Rheinpark Stadion       | 7,584      |